# Szczebrzeszyn
Szczebrzeszynⓘ é um município no leste da Polônia. Pertence à voivodia de Lublin, no condado de Zamość. É a sede da comuna urbano-rural de Szczebrzeszyn, no rio Wieprz. Estende-se por uma área de 29,1 km², com 4 918 habitantes, segundo o censo de 31 de dezembro de 2021, com uma densidade populacional de 169 hab./km².
A estrada nacional n.º 74 atravessa a cidade e está localizada na região histórica de Chełm. Outrora uma cidade fortificada na rota de Kiev. Uma cidade nobre privada fundada em 1352, estava localizada no século XVI na voivodia da Rutênia.
Nos anos de 1975 a 1998, a cidade pertenceu administrativamente à voivodia de Zamość.
Szczebrzeszyn tem os direitos de cidade desde 1352 (concedidos por Casimiro, o Grande); durante a Reforma Protestante, a cidade era um centro calvinista. Diferentes culturas e religiões se encontraram aqui: católicos, judeus, calvinistas, irmãos poloneses. Outros edifícios testemunham o passado: a igreja barroca do mosteiro de Santa Catarina, uma igreja ortodoxa fortificada do século XV, uma sinagoga. O quadro é completado por um dos mais antigos cemitérios judaicos − o cemitério judaico com suas matzevas preservadas.
A família Kaczorowski, mãe de Karol Wojtyła, Papa João Paulo II, vem da vila de Michalów perto de Szczebrzeszyn.
A cidade é conhecida por de um poema de Jan Brzechwa com as palavras “Em Szczebrzeszyn, o besouro soa nos juncos e Szczebrzeszyn é famosa por isso”, razão pela qual uma estátua de madeira de um grilo tocando violino foi colocada aqui perto de uma fonte pitoresca. Existem vários monumentos de grilos espalhados pela cidade, incluindo em frente à Prefeitura.
Desde 2015, a cidade recebe no verão o Festival da Capital da Língua Polonesa organizado pela Fundação de Arte do Espaço Criativo.

## História
Pesquisas mostram que os primeiros habitantes da atual Szczebrzeszyn se estabeleceram na colina do castelo há cerca de 5 000 anos. Eles eram um povo agrícola neolítico da cultura dos vasos de funil. A localização da cidade na interseção da Rota do Âmbar e a rota entre Kiev e Cracóvia criou uma oportunidade para um desenvolvimento dinâmico. Essa localização da cidade também tinha suas desvantagens: foi aqui que as invasões dos turcos, tártaros, cossacos e outros inimigos foram para a Polônia e destruíram a cidade. Szczebrzeszyn desempenhou um importante papel econômico, cultural e educacional. Foi também o centro do movimento de independência e luta contra o invasor.

### Século X
Cabanas com um forno de pedra, cemitério com esqueletos e uma fossa para armazenamento de grãos, descobertos na colina do castelo, datam do século X. A colina do castelo era um local conveniente para controlar o vau que cruzava o rio Wieprz, razão pela qual uma fortaleza defensiva foi construída durante o período da dinastia piasta, cujos vestígios foram encontrados durante escavações arqueológicas.

### Século XI
Os nomes das aldeias vizinhas podem ser encontrados na crônica rutena de Nestor do século XI. Isso sugere que Szczebrzeszyn também já existia, tanto mais que estava localizada na interseção de duas importantes rotas comerciais: a Rota do Âmbar do mar Báltico ao sul e a rota de Kiev para a Europa Ocidental. Depois que Belz foi separada da Polônia em 1030 por Jaroslau I, o Sábio, a cidade fortificada de Szczebrzeszyn tornou-se uma fortaleza que guardava a fronteira polonesa.

### Século XII
No final do século XII, foi construída uma igreja românica. Como resultado de trabalhos arqueológicos realizados na área da atual igreja ortodoxa, foram revelados os alicerces da abside original, os quais são relíquias do templo original. As descobertas feitas até agora permitem determinar o tempo de construção do edifício no século XII ou início do século XII, quando foi descoberto o esboço de um templo românico na Pequena Polônia.

### Século XIII
Em 1244, a fortaleza polonesa de Szczebrzeszyn foi incendiada pelos príncipes rutenos Daniel e Wasylko Romanowicz.

### Século XIV
Szczebrzeszyn apareceu pela primeira vez em fontes históricas como uma cidade em 1352 no ato do rei Casimiro, o Grande, emitido “prope Szczebreszyno opido ruthenicali” (perto da cidade rutena de Szczebrzeszyn), portanto Szczebrzeszyn já era uma cidade antes da expedição de Casimiro, o Grande, à Rutênia. Em 1340, Casimiro, o Grande, ocupou Szczebrzeszyn, dando-a como feudo a Jerzy Narymuntowicz. Após a morte do rei, a cidade foi governada por Władysław Opolczyk e, após sua retirada da Rutênia em 1378, foi dada por Luís I da Hungria a Dimitr de Goraj. A concessão foi então confirmada pelo rei Ladislau II Jagelão em 1398. Muito provavelmente, havia uma igreja ortodoxa na aldeia.
“Durante o reinado de Luís I da Hungria, uma grande parte da região de Chelm, com as extensas propriedades de Szczebrzeszyn e Turobin, pertencia a Dymitr de Goraj, a quem o rei Ladislau II Jagelão concedeu privilégios excepcionais como seu tesoureiro da coroa. Ele o nomeou chefe de toda a nobreza que vivia em torno de Szczebrzeszyn, criando uma espécie de ducado de concessão. O “Senhor de Szczebrzeszyn” tinha muito poder: em tempos de guerra, ele liderava toda a nobreza local sob sua bandeira; em tempos de paz, ele os cortejava em sua capital, Szczebrzeszyn, e aqui, no castelo, ele recebia tributos da nobreza e, ao mesmo tempo, concedia-lhes generosamente terras que ele mesmo possuía em abundância. Esse é o único caso na Polônia em que existiu um principado feudal.”
“A data em que Szczebrzeszyn recebeu a Lei de Magdeburgo ainda não foi estabelecida com certeza. Entretanto, a maioria dos historiadores supõe o ano de 1388 sem fornecer fontes. Parece que Szczebrzeszyn pode ter recebido a lei de Magdeburgo de Władysław Opolczyk antes de 1378.”
Em 1394 ou 1397, Dymitr de Goraj fundou uma igreja de madeira. A paróquia de Szczebrzeszyn era muito extensa e cobria uma grande parte do distrito de Szczebrzeszyn naquela época, exercendo uma influência significativa na vida religiosa de toda a região.
“A segunda igreja em Szczebrzeszyn é a igreja franciscana da Santíssima Trindade, juntamente com o mosteiro, provavelmente fundado por Dmitry de Goraj em 1398, quando o arcebispo franciscano Jakub Strepa da Galiza se hospedou aqui, juntamente com o vigário geral dos Frades Menores Leonard.”
Após cuidadosa preparação da parte noroeste da colina, foi construído um castelo em forma de torre residencial e defensiva que guardava a travessia do rio Wieprz. O castelo era defendido por um aterro de terra revestido de pedra, erguido no lado oeste. O terrapleno da muralha foi adicionalmente reforçado com uma alta paliçada, que defendia o acesso pelo lado do fosso seco. A entrada do castelo localizava-se na parte nordeste da colina, onde foi construído um sólido portão.

### Século XVI

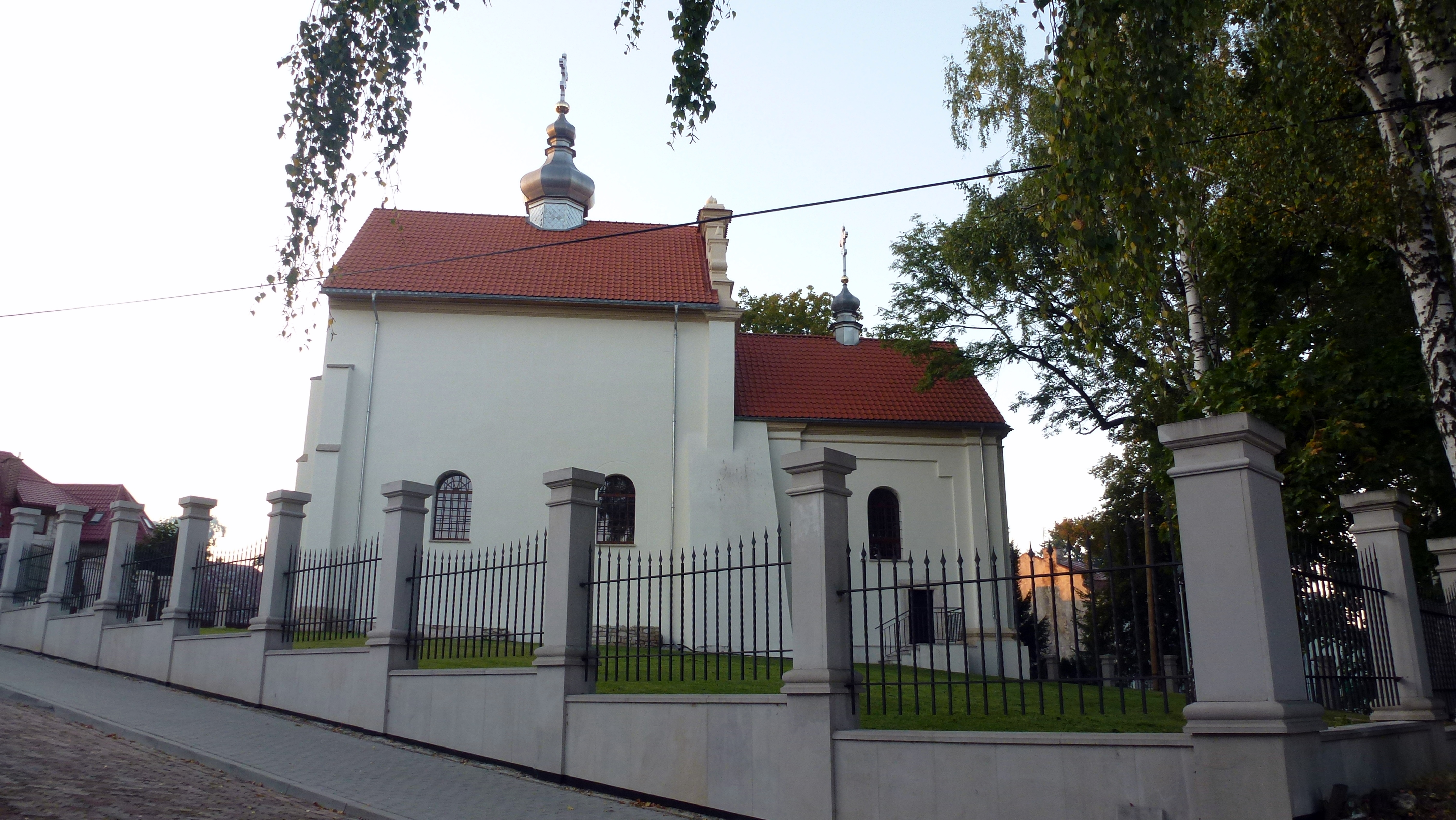
Igreja ortodoxa da Dormição da Mãe de Deus (inicialmente ortodoxa, depois greco-católica, agora ortodoxa novamente)

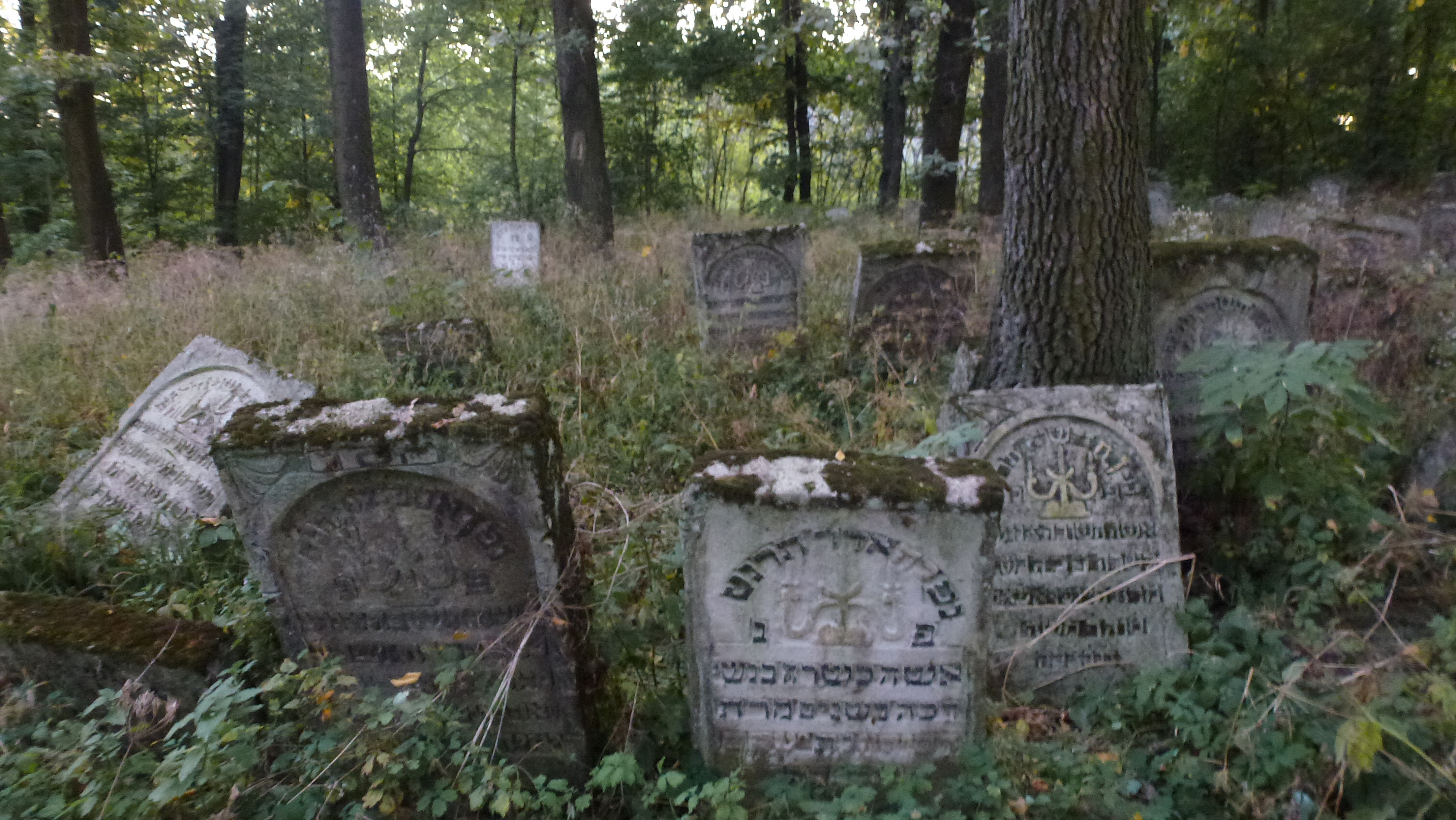
Cemitério judaico

A menção mais antiga de judeus em Szczebrzeszyn data de 1507 e diz que a comunidade pagava um imposto anual de 25 złotys.
A partir de 1530, comerciantes judeus de Szczebrzeszyn foram registrados nas alfândegas de Lublin e na rota marítima para Gdańsk.
Em 1563, 199 judeus pagaram imposto sobre a renda, e em 1564–1590. Em 1560, foi concluída a reconstrução da igreja da Dormição da Mãe de Deus. Em 1570, Andrzej Górka concedeu a igreja de madeira de São Nicolau à igreja calvinista. Havia uma escola ao lado da igreja.
Em 1583 houve um grande incêndio na cidade. O castelo, a igreja ortodoxa e a igreja de madeira arderam. Em 1584, documentos confirmam a construção de uma sinagoga de madeira. No mesmo ano, o então proprietário da cidade, Jan Czarnowski, designou oficialmente o local para o cemitério judeu.
“Em 1593, Szczebrzeszyn passou para os Czarnowscy com dívidas com Marcin Leśniowolski. Jan Zamoyski aproveitou a oportunidade para endividar a propriedade e, por meio de ações extrajudiciais, tomou posse da propriedade de Szczebrzeszyn no mesmo ano. Após dois anos de litígio, em 1595 ele finalmente se tornou o proprietário de Szczebrzeszyn e imediatamente a incluiu em suas posses”.
Após a União de Brest em 1596, a paróquia de Szczebrzeszyn aceitou a união e a igreja local tornou-se a sede da paróquia uniata.

### Século XVII

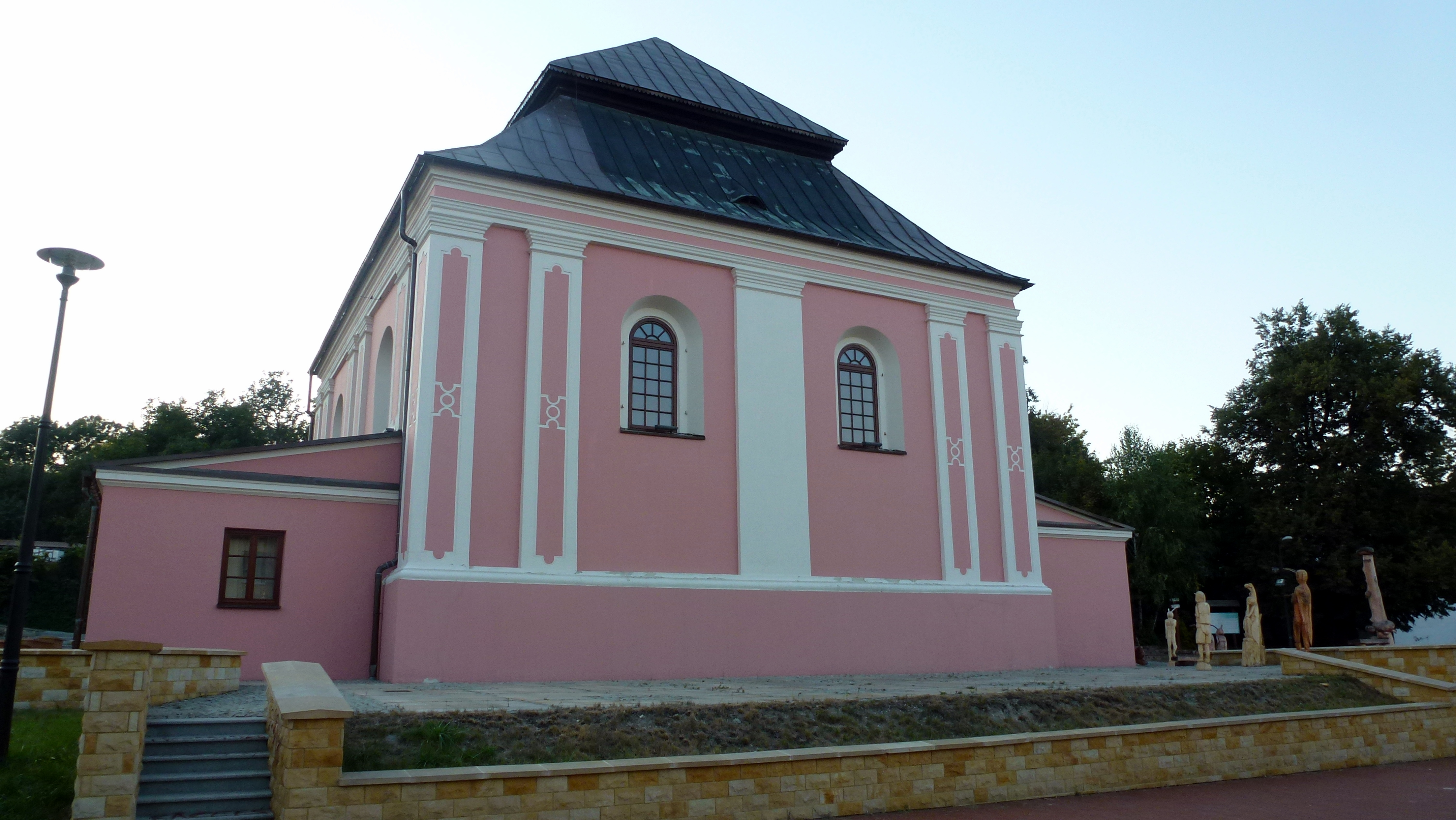
Sinagoga renascentista em Szczebrzeszyn

Nos anos 1610–1620, o primeiro reitor e pároco de Szczebrzeszyn, padre Mikołaj Kiślicki − prelado de Lviv e oficial de Chełm construiu uma igreja de tijolos às suas próprias custas no lugar da igreja de madeira destruída, mas sem torre, construída até a metade de sua altura em 1622 pelo padre Starnigiel. O templo em 1620 foi consagrado sob a invocação de São Nicolau por Jerzy Zamoyski, bispo de Chełm.
“Os edifícios mais antigos de Szczebrzeszyn eram de madeira. As únicas construções de alvenaria no século XVII eram: um castelo, ou melhor, uma casa erguida em seu lugar, duas igrejas, uma capela, uma igreja ortodoxa e uma sinagoga”.
A policromia na igreja uniata data do final do século XVI e início do século XVII e da segunda metade do século XVII. Exposta em parte na parede norte, ela retrata a cena do Apocalipse segundo João, o Evangelista. A policromia encontrada nas paredes leste e sul retrata a Tentação de Cristo.
Nos anos 1620–1638, uma igreja de tijolos foi erguida no local da antiga igreja da Santíssima Trindade, com um mosteiro anexo a ela, fundado por Tomasz e Katarzyna Zamoyski.
A cidade foi devastada por cossacos (1648), suecos (1656) e turcos e tártaros (1672).
Em 1644, os tártaros incendiaram a igreja de São Nicolau (apenas as paredes permanecem). Em 1648–1649, a Revolta de Khmelnitski: incendiou a sinagoga. Esses eventos foram descritos e publicados em 1650 por Meir ben Szmuel. Em 1659, Jan Zamoyski permitiu que uma nova sinagoga fosse construída no local do templo destruído. Foi construído em estilo renascentista com um friso em arcadas, coberto por um telhado polonês quebrado. Em 1668, a igreja reconstruída de São Nicolau foi consagrada. Em 1672, Jan Sobieski criou aqui uma confederação de tropas reais, a chamada a Confederação de Szczebrzeszyn.

### Século XVIII
Em 1701, foi realizada uma sessão do Conselho das Quatro Terras (Waad). Em 1765, 444 judeus viviam em Szczebrzeszyn. Em 1783, o mosteiro de Santa Catarina foi transformado em hospital onde trabalhavam as Irmãs da Caridade.

### Século XIX
Depois de 1808, a igreja foi ampliada, financiada por Stanisław Kostka Zamoyski. A fachada com elementos neogóticos. É um dos primeiros casos da aplicação do neogótico na construção sacra polonesa.
Em 1811, Stanisław Zamoyski fundou a Escola Provincial em Szczebrzeszyn, para a qual construiu magníficos edifícios. Em 1812, o convento franciscano foi dissolvido, o mosteiro na igreja da Santíssima Trindade foi entregue às Filhas da Caridade e um hospital foi estabelecido lá. Em 1815, a população judaica representava 31% da população da cidade (1 083 pessoas), em 1827, 38% (1 605 pessoas) e em 1897, 42% (2 644 pessoas).
Em 1 de fevereiro de 1833, nasceu a avó de Isaac Bashevis Singer, escritor e ganhador do Prêmio Nobel, Tema Blima Szejner. Em 1840, foi iniciada a construção da prefeitura usando o material de construção obtido com a demolição do Portão Zamojska. A prefeitura foi erguida no lugar da antiga e dilapidada, que havia servido como sede das autoridades municipais e como agência de correios e cocheira.
Em 1875, como resultado da liquidação da Diocese Uniata de Chełm, a igreja uniata foi convertida em uma igreja ortodoxa.
Em 1883, a igreja da Santíssima Trindade foi convertida em uma igreja ortodoxa, as Filhas da Caridade foram removidas e freiras ortodoxas foram trazidas para substituí-las.
Os edifícios de madeira da cidade nas ruas fora da praça do mercado não diferiam muito das casas de campo mais ricas, pois Szczebrzeszyn, além de ser um centro administrativo, tinha um caráter agrícola e comercial desde o início. Em 1860, havia 230 fazendeiros na cidade e 3 604 morgos de terra pertenciam a ela. No século XIX, a cidade foi um importante centro do movimento de independência. No final do século XX. Szczebrzeszyn tornou-se um importante centro do judaísmo chassídico. Na década de 1880, Elimelech Hurwicz, um tsadic de Jaworow, estabeleceu-se aqui.

### Século XX

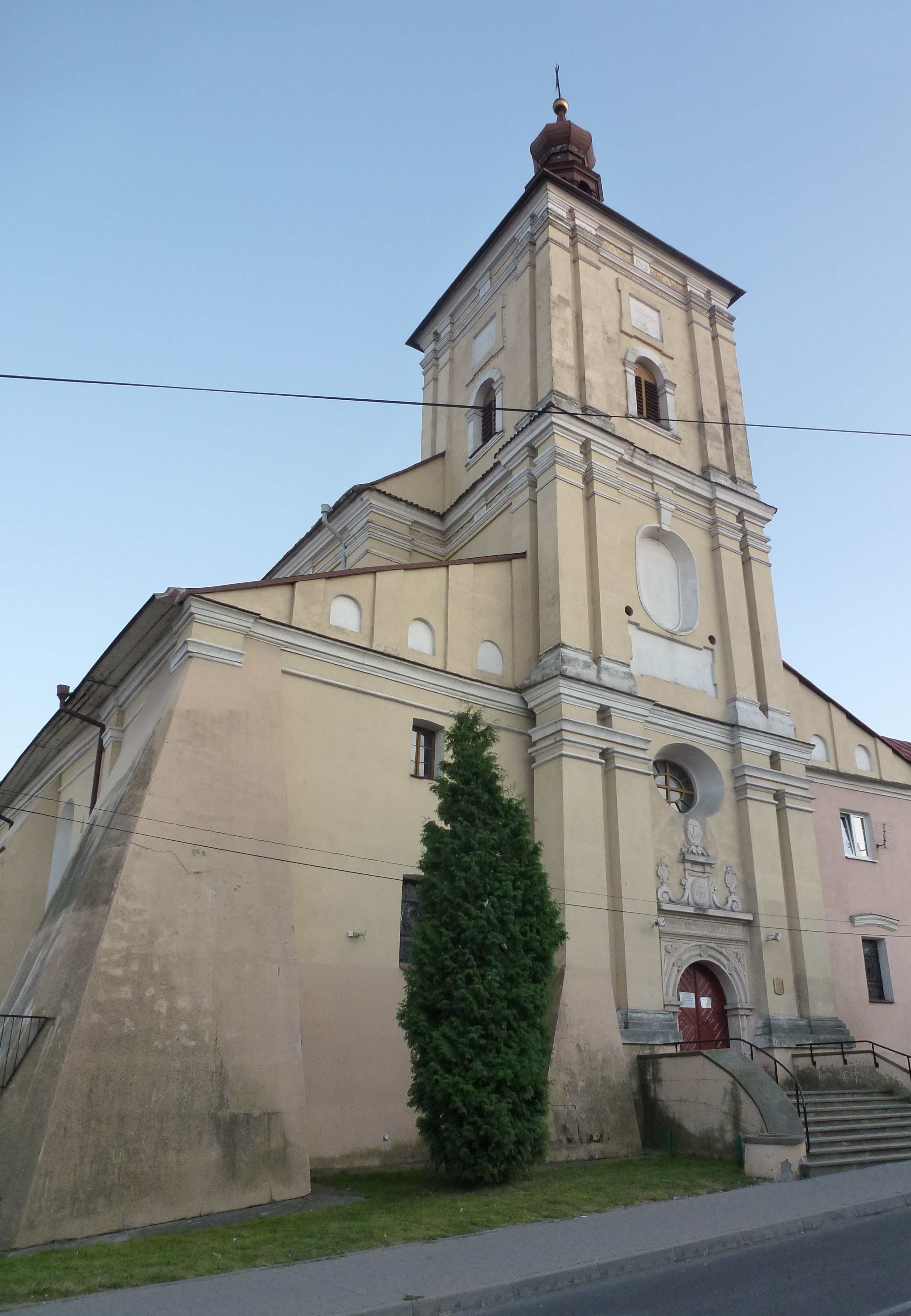
Igreja paroquial de Santa Catarina

Em 1905, a unidade de Bombeiros Voluntários foi criada em Szczebrzeszyn − atualmente uma das unidades mais antigas do condado de Zamość, associada à Associação de Bombeiros Voluntários da República da Polônia.
Em 1915, Szczebrzeszyn foi ocupada pela Áustria-Hungria por um longo período e a escola secundária Hetman Zamoyski foi inaugurada. Em maio de 1916, as autoridades de ocupação austríaca nomearam um comissário em Szczebrzeszyn que administrou a cidade até 16 de abril de 1917, quando o Conselho Municipal foi criado. Em 1917, a igreja da Santíssima Trindade foi reconciliada sob a invocação de Santa Catarina, no mosteiro ainda existe um hospital, administrado no período entreguerras por um conhecido médico e historiador, Dr. Zygmunt Klukowski.
No final da década de 1920, algumas ruas foram pavimentadas com pedras ou tijolos. Elas foram iluminadas com lâmpadas de óleo de carboneto. Em 1928, por iniciativa das autoridades municipais, foram destruídas as históricas arcadas de madeira que circundavam a praça do mercado. Naquela época, o primeiro automóvel particular apareceu na cidade. No início da década de 1930, uma campanha antijudaica foi realizada entre a comunidade local, exigindo a demissão de três professores judeus. A pedido da comissão de pais, a inspeção escolar transferiu dois deles para outras escolas. Na década de 1930, a cidade foi eletrificada, inicialmente extraindo eletricidade de uma fonte primitiva, que era o moinho de água Pereta (só em 1936 a eletricidade começou a ser fornecida de forma estável por uma linha de Zamość). O início da década de 1930 não foi promissor para a cidade. Dr. Klukowski descreveu sua condição da seguinte forma: “Szczebrzeszyn estava vegetando como de costume. Abatida financeiramente, por enquanto não tinha perspectiva de desenvolvimento. Nada atraía as pessoas aqui, pelo contrário − quem pôde da intelectualidade tentou fugir rapidamente daqui para uma cidade maior. A Prefeitura nada fazia, era inútil, não podia trabalhar”. Nos anos de 1934 a 1935, Aleksander Waligóra inaugurou a fábrica de breu e terebintina ALWA em Brody Małe. Em 1938, as autoridades polonesas pretendiam que a igreja fosse fechada como parte da política geral da Segunda República Polonesa em relação à Igreja Ortodoxa, visando limitar ao máximo sua influência política e social e cortar seus laços com as minorias nacionais ucranianas, russas e bielorrussas, mas devido aos protestos dos habitantes, a demolição foi interrompida e a igreja ficou em estado de abandono.
- 1939
  - 6 de setembro — a força aérea alemã bombardeou a fábrica ALW
  - 9 de setembro — bombardeio da cidade
  - 13 de setembro — após forte fogo de artilharia, os alemães tomaram Szczebrzeszyn
  - 27 de setembro — as tropas soviéticas entraram na cidade com base no Pacto Molotov-Ribbentrop; os comunistas assumiram
  - 8 de outubro — os alemães tomaram Szczebrzeszyn novamente
  - 22 de outubro — o primeiro grande caso de perseguição da população judaica. Destruindo e saqueando lojas, propriedades valiosas, saqueando casas, espancando judeus
  - Novembro — queima da sinagoga e das casas judaicas ao redor. Os alemães proibiram apagar o fogo.
  - Dezembro — uma portaria das autoridades alemãs obrigando os judeus a usar braçadeiras brancas com uma estrela de Davi amarela e a participar de trabalhos forçados para a Alemanha nazista.
- 1940
  - Março — registro de judeus de 12 a 60 anos
  - Abril — primeiras prisões de poloneses
- 1942
  - Páscoa — a Alemanha entregou a igreja católica de Santa Catarina a um pequeno grupo de crentes ortodoxos, provavelmente para brigar com a sociedade da cidade.
  - No final de novembro de 1942, mais de 900 judeus foram deportados da cidade (principalmente para o campo de extermínio em Bełżec), e cerca de 3 500 foram mortos em suas casas, na rua e nos locais de tortura, no cemitério judeu e na pedreira em Szperówka.
- 1943
  - Fechamento da igreja de São Nicolau. Desde então, o único local onde se celebravam missas católicas era a igreja de São Leonardo.
  - 10 de julho — deslocamento de poloneses de Szczebrzeszyn e das aldeias vizinhas (Bodaczów, Deszkowice, Rozłopy, Sułów e outras). As deportações foram precedidas de detenções de homens, num total de 1 500 pessoas, que primeiro foram colocadas num campo de trânsito em Zwierzyniec, de onde a maioria foi transportada para trabalhar na Alemanha ou para campos de concentração.
  - 21 de julho — deportação de todos os ucranianos de Szczebrzeszyn e arredores para Tarnogród. Depois disso, a cidade ficou deserta: a essa altura, o extermínio dos judeus havia praticamente terminado; apenas alguns permaneceram, escondidos com famílias polonesas no campo. O assentamento de colonos alemães e a germanização da área começaram.
- 1944
  - 26 de julho — à noite, os últimos alemães explodiram a ponte sobre o rio Wieprz. Depois deles, o reconhecimento soviético entrou na cidade, e logo depois as unidades do 9.º Regimento AK comandadas por “Podkowa” e “Wacław”.
- 1955–1965 — reconstrução da sinagoga
- 14 de outubro de 1967 — abertura cerimonial da Câmara de Lembranças em Szczebrzeszyn. Participou, entre outros, o então Ministro da Cultura e Arte Lucjan Motyka. Muitas exposições valiosas da história secular da cidade e arredores foram coletadas (mais tarde liquidadas)
- 6 de agosto de 1991 — uma placa comemorativa e um monumento são colocados no cemitério judeu pela Sociedade Israelita de Judeus de Szczebrzeszyn.

## Monumentos históricos
- Szczebrzeszyn — traçado urbano[20]

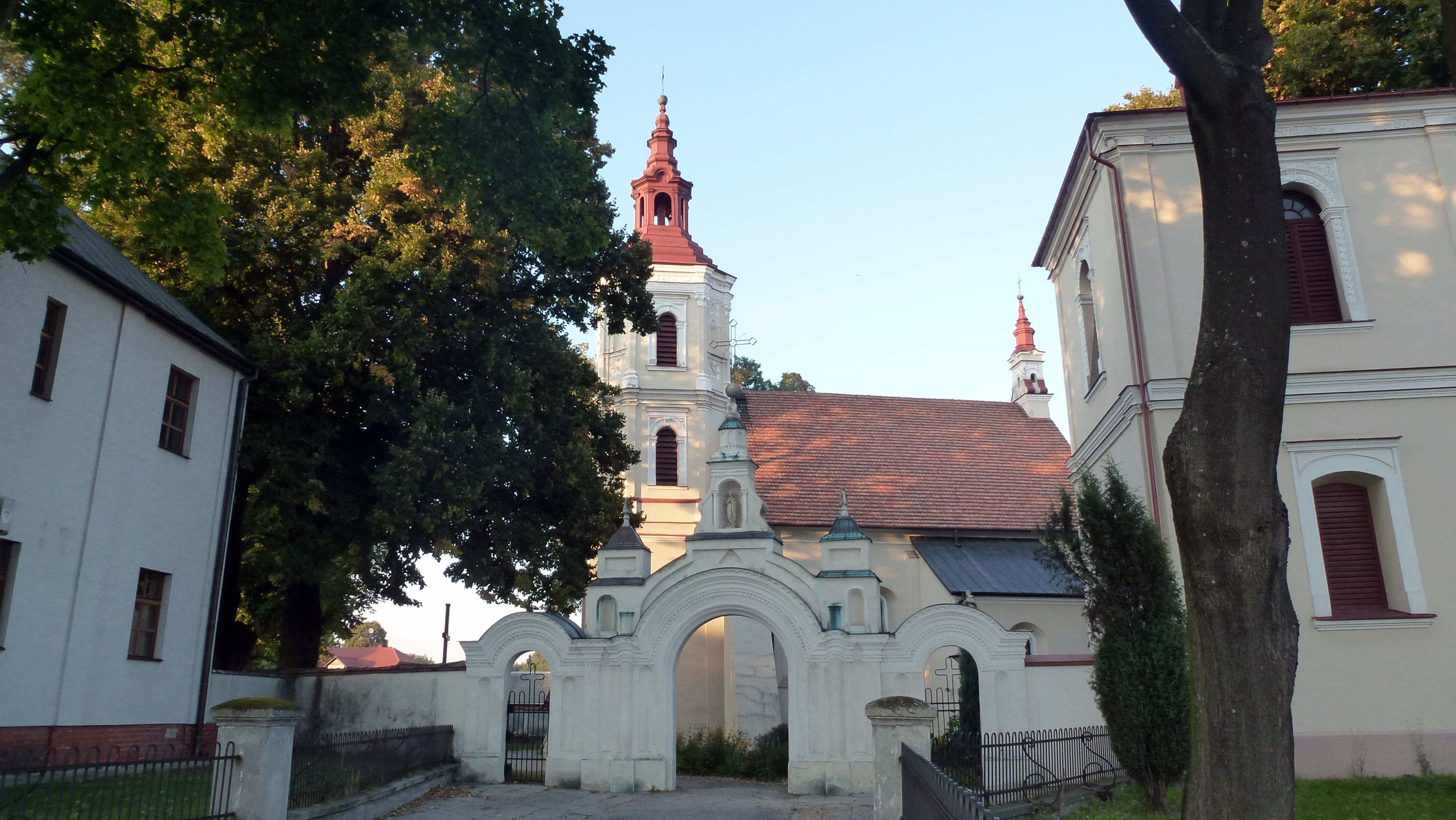
Igreja paroquial de São Nicolau

- Complexo da igreja paroquial de São Nicolau, XVII–XIX:[21]
  - Igreja paroquial de São Nicolau do século XVII em estilo barroco
  - Torre sineira (com capela funerária), estátua da Virgem Maria
- Cemitério da igreja
  - Muro com portão[22]
- Igreja católica grega, cemitério da igreja ortodoxa, rua Sądowa 4, 1560, XVII, XIX[23]
- Sinagoga, rua Sądowa 5, início do século XVII[24]
- Complexo do mosteiro franciscano, XVII–XIX:[25]
  - Igreja católica de Santa Catarina de Alexandria, rua Klukowskiego 1[26][27]
  - Mosteiro, hospital, jardim, cerca de jardim[28]
- Cemitério católico (multiconfessional), XVI–XX, capela de São Leonardo, 1908[29]
- Cemitério judaico, XVI–XX[30]
- Ruínas do castelo (com uma colina), XIV,[31] ruínas de uma torre de castelo da segunda metade do século XIV, reconstruída no século XVI. As origens do castelo estão ligadas a Dmitry de Goraj. Após o casamento de sua filha, o castelo pertenceu ao voivoda Jan Tarnowski em 1462–1515. Em 1507, realizou-se no castelo um sejmik da região de Chełm. Em 1515, o castelo foi tomado pelos Kurozwęckis e pelos Kmits, e em 1555, por decreto parlamentar, foi tomado pelos Górkis da Grande Polônia. Em 1583, o castelo foi incendiado pela nobreza local. Em 1593, o hetman Jan Zamoyski comprou o castelo aos herdeiros dos Górka. O edifício principal do castelo era uma torre quadrilateral de pedra de três andares com decoração renascentista e cantos rústicos, que costumava ser rodeada por dependências de madeira e uma paliçada.[32][33] Atualmente, é um terreno privado.
- Casa do diretor da usina de açúcar “Klemensów”, rua Słodka 1, XIX/XX[34] onde se encontra atualmente o Restaurante Klemens e o Museu dos Tesouros da Terra e do Mar.
- Complexo escolar, atualmente uma escola secundária: edifício principal, 4 anexos, jardim e pátio, rua Zamojska, 70, 1819–1822[35][36]

## Demografia
Conforme os dados do Escritório Central de Estatística da Polônia (GUS) de 31 de dezembro de 2022, Szczebrzeszyn é uma cidade muito pequena com uma população de 4 784 habitantes (26.º lugar na voivodia de Lublin e 586.º na Polônia), tem uma área de 29,1 km² (12.º lugar na voivodia de Lublin e 189.º lugar na Polônia) e uma densidade populacional de 164 hab./km² (45.º lugar na voivodia de Lublin e 874.º lugar na Polônia). Nos anos 2002–2021, o número de habitantes diminuiu 9,1%.
Os habitantes de Szczebrzeszyn constituem cerca de 4,59% da população do condado de Zamość, constituindo 0,24% da população da voivodia de Lublin.
| Descrição                         | Total      | Total    | Mulheres   | Mulheres | Homens     | Homens   |
| --------------------------------- | ---------- | -------- | ---------- | -------- | ---------- | -------- |
| unidade                           | habitantes | %        | habitantes | %        | habitantes | %        |
| população                         | 4 784      | 100      | 2 508      | 52,4     | 2 276      | 47,6     |
| superfície                        | 29,1 km²   | 29,1 km² | 29,1 km²   | 29,1 km² | 29,1 km²   | 29,1 km² |
| densidade populacional (hab./km²) | 164        | 164      | 85,9       | 85,9     | 78,1       | 78,1     |

## Atrações turísticas

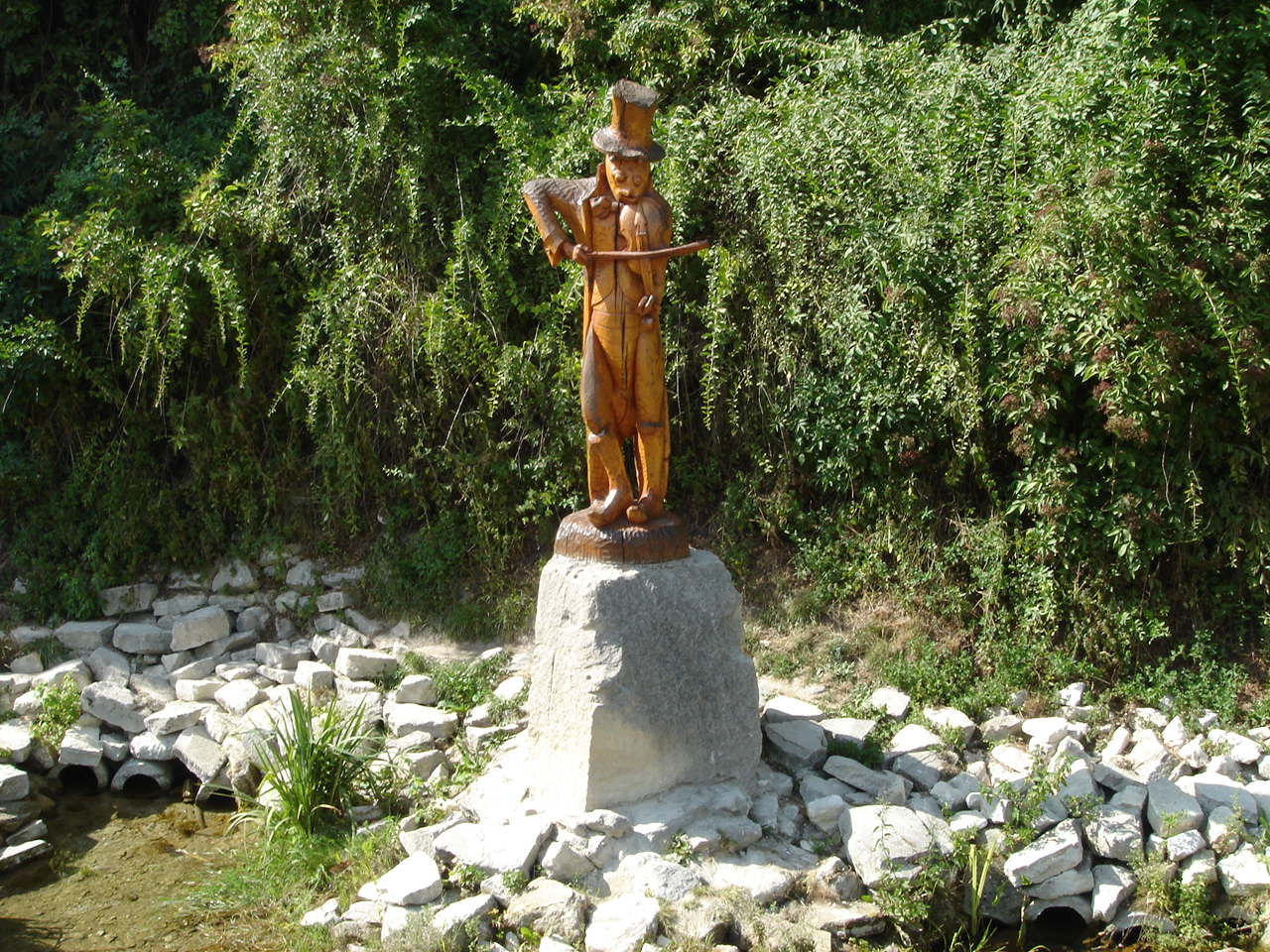
Estátua do besouro na colina do castelo

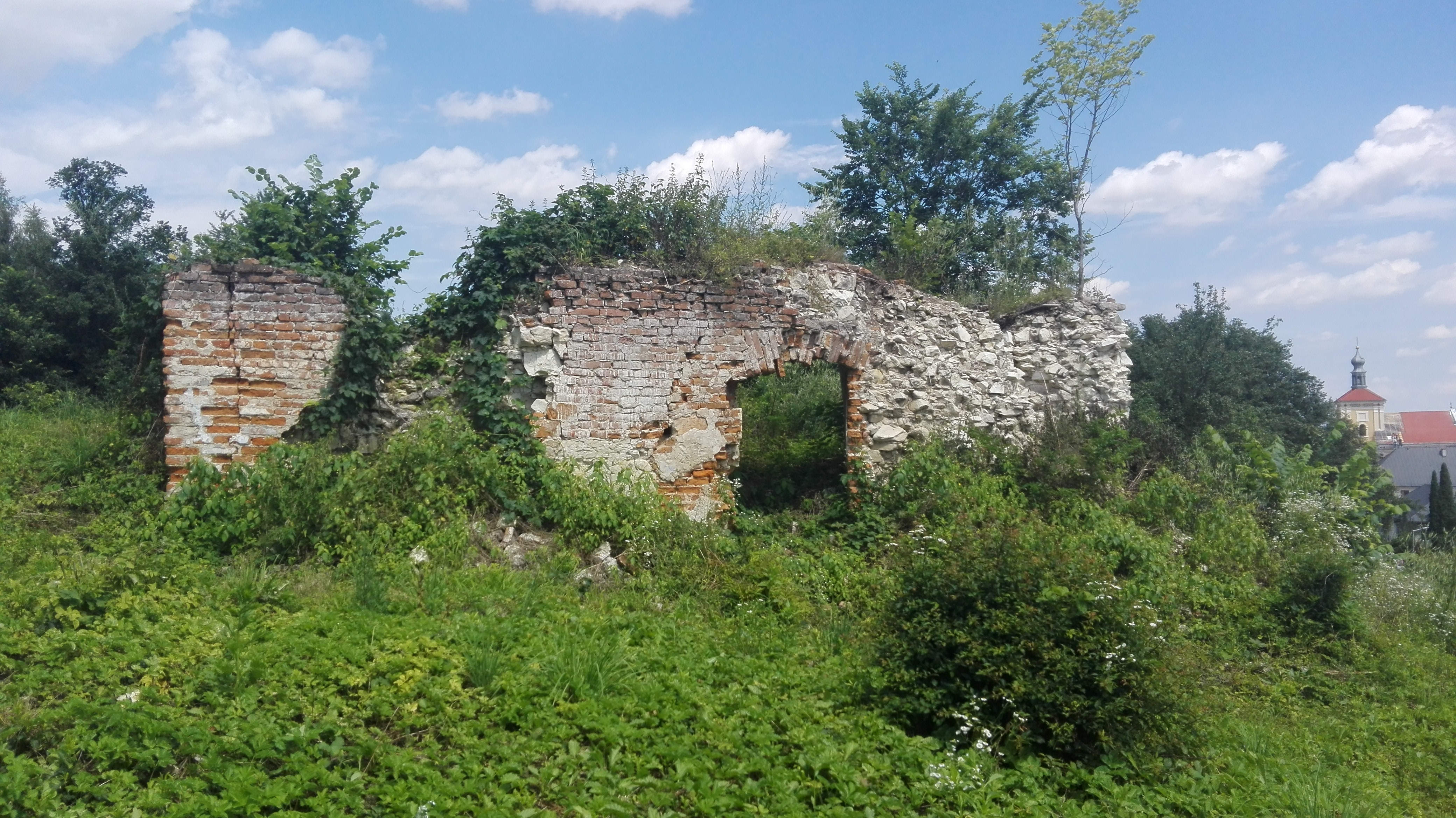
Ruínas da torre do castelo em Szczebrzeszyn

- Complexo do palácio e parque Zamoyski em Michałów, reconstruído no século XIX
- Monumento ao besouro em Szczebrzeszyn
- Prefeitura de Szczebrzeszyn
- Moinho de água do início do século XX
- Museu de relógios antigos
- Festival literário da Capital da Língua Polonesa organizado todos os anos em agosto por Piotr Duda e Tomasz Pańczyk. Dezenas de milhares de pessoas de todo o país vêm comungar com os escritores, atores e músicos mais destacados. Os idealizadores do Festival já foram várias vezes premiados por autoridades e instituições locais e nacionais.[40]
- Torre de observação na colina do castelo.[41]

Trilhas turísticas
- Trilha renascentista de Lublin[42]

## Esportes
Em Szczebrzeszyn há uma Seção Autônoma de Futebol “Roztocze” Szczebrzeszyn − um clube de futebol amador fundado em 1925. Atualmente (temporada 2023/2024), a equipe sênior joga na Classe A, grupo Zamość. “Roztocze” joga no Estádio do clube de futebol ASPN “Roztocze” Szczebrzeszyn, com capacidade para 660 espectadores, localizado na rua Szkolna 4.